# هانا اسکارژانکا
هانا اسکارژانکا (لهستانی: Hanna Skarżanka؛ ‏۸ مارس ۱۹۱۷–۸ نوامبر ۱۹۹۲) بازیگر اهل لهستان بود.
از فیلم‌ها یا مجموعه‌های تلویزیونی که وی در آن‌ها نقش داشته است، می‌توان به سفری برای یک لبخند، چهل‌ساله، یانا، سالی از خورشید خاموش، تدی خرسه، چهل‌ساله، عروسی، شکار مگس‌ها، روزگار ماتئوش، چهار تانکچی و یک سگ و یک نسل اشاره نمود.